# Not Such an Innocent Girl
Not Such an Innocent Girl è il primo singolo estratto dall'album di debutto della cantante britannica Victoria Beckham, Victoria Beckham.
Il brano è stato pubblicato in tutto il mondo il 17 settembre 2001 dall'etichetta discografica Virgin ed ebbe un discreto successo. È stato scritto da Victoria Beckham, Steve Kipner e Andrew Frampton.

## Tracce e formati
- UK CD

1. "Not Such An Innocent Girl" - 3:16
2. "In Your Dreams" - 3:50
3. "Not Such An Innocent Girl" [Sunship Mix] - 5:15

- UK DVD

1. Behind The Scenes Footage Of Victoria [Video] - 0:30
2. "Not Such An Innocent Girl" [Video] - 3:37
3. Behind The Scenes Footage Of Victoria [Video] - 0:30
4. "Not Such An Innocent Girl" [Robbie Rivera's Main Mix] - 6:56
5. Behind The Scenes Footage Of Victoria [Video] - 0:30
6. "Not Such An Innocent Girl" [Sunship Dub] - 5:15
7. Behind The Scenes Footage Of Victoria [Video] - 0:30

- Australian CD

1. "Not Such An Innocent Girl" - 3:19
2. "In Your Dreams" - 3:52
3. "Not Such An Innocent Girl" (Sunshine Mix feat. M.C. RB) - 5:17
4. "Not Such An Innocent Girl" (Robbie Rivera Main Mix) - 6:59
5. "Not Such An Innocent Girl" (Robbie RIvera's 3AM Dark Mix) - 8:08

## Classifiche
| Classifica       | Posizione massima |
| ---------------- | ----------------- |
| Regno Unito      | 6                 |
| Belgio (Fiandre) | 14                |
| Australia        | 36                |
| Italia           | 43                |